# 立山区
立山区（りつざん-く）は中華人民共和国遼寧省鞍山市に位置する市轄区。

## 行政区画
13街道弁事処を管轄する。
- 街道弁事所：立山街道、友好街道、双山街道、曙光街道、霊山街道、深南街道、深北街道、沙河街道、浜河街道、千山街道、斉大山街道、汪峪街道、紅嶺街道